# Hebetula gladiator
Hebetula gladiator är en tvåvingeart som först beskrevs av Debenham 1974.  Hebetula gladiator ingår i släktet Hebetula och familjen svidknott. Inga underarter finns listade i Catalogue of Life.